# Jan Campanus Vodňanský
Jan Campanus Vodňanský (* 27. Dezember 1572 in Vodňany; † 13. Dezember 1622 in Prag; auch Iohannes Campanus Wodnianus oder Jan z Vodňan, deutsch Johann Campanus von Wodnian) war ein böhmischer Schriftsteller, Komponist und Rektor der Karls-Universität Prag.

## Leben
Campanus aus Wodnian, Bezirk Pisek studierte an der Prager Universität und erlangte 1596 den Grad des Magisters der Artistenfakultät. Er arbeitete dann einige Jahre als Lehrer in Teplitz (Teplice) und Königgrätz (Hradec Králové), war Leiter der Schule St. Heinrich in Prag und in Kuttenberg. Ab 1603 lehrte er an der Karls-Universität Prag als Nachfolger des Humanisten Matthaeus Collinus Griechisch und Latein mit Vorlesungen zur Geschichte Böhmens. Er wurde öfters zum Dekan, Prorektor und zweimal zum Rektor der Universität ernannt. Er bekannte sich zum Utraquismus, trat jedoch nach der Niederlage der Böhmischen Konföderation nach der Schlacht am Weißen Berg bei Prag und der Restauration der Habsburger als Könige von Böhmen 1622 zum Katholizismus über, musste aber am 30. April 1622 seine akademischen Würden niederlegen. Im Dezember 1622 ist Campanus Vodňanský verstorben. Er stammte vermutlich aus einem verarmten Adelsgeschlecht Campanus (auch: Campan) in Westböhmen.

## Werke

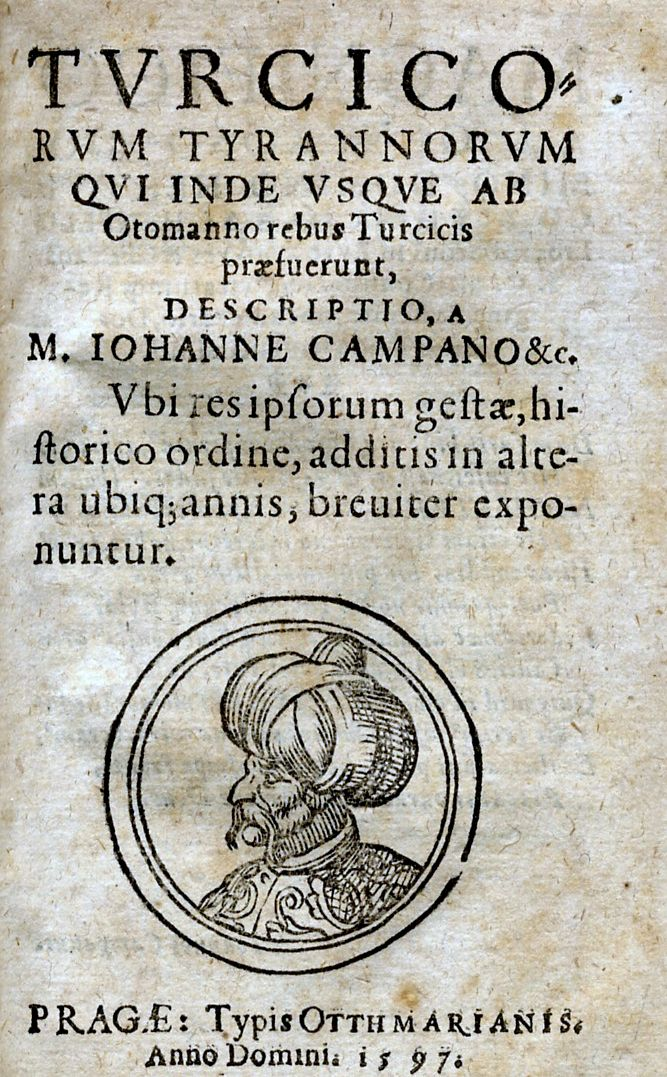
Schrift Vodňanskýs über die osmanischen Herrscher

Campanus schrieb meist lateinisch oder deutsch, aber auch tschechisch und griechisch. Die Aufführung einiger seiner Werke wie zum Beispiel das Schauspiel „Břetislav und Jitka“ (Bretislaus und Judith) wurden von der Zensur untersagt, weil sie Themen der Familien- und Landespolitik behandelten und den guten Ruf der böhmischen Herzöge schädigten. Seine Gedichte waren durch formale Vollkommenheit gekennzeichnet. Als Komponist vertonte Campanus Vodňanský geistliche Lieder und Texte zur Feier des Gottesdienstes.
- Tvrcicorum Tyrannorvm Qvi Inde Vsqve Ab Otomanno rebus Turcicis praefuerunt, Descriptio. Typis Otthmarianis, Prag 1597 (in Hexametern), (online hier).
- Centuriae duae diaritum seu Epigrammatum, 1600
- Psalmi poenitentiales, 1604 ff
- Funebria anno 1613 lethifero scripta
- Querela pacis bellico tumultu Bohemiae anno 1618
- Sacrarum odarum libri duo, 1618; Heilige Oden Posvátné ódy – Umdichtung der Psalmen Davids Davidových žalmů (Altes Testament) aus dem Griechischen ins Lateinische
- Ischias – Böhmische Geschichte in der Versform der Hexameter.
- Bretislaus und Judith, Schauspiel
- Elegie der Angst (Elegie o strachu)
- Bitte um Frieden (Prosba o mír)